# Утлегар

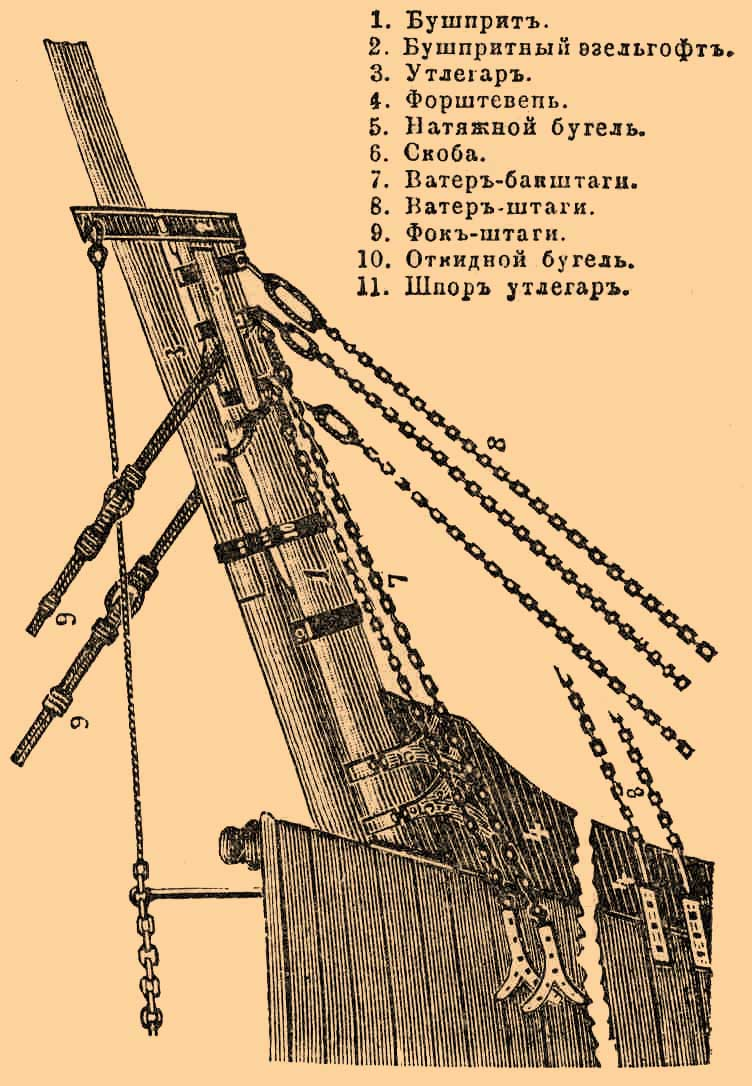
1. Бушприт. 2. Бушпритний езельгофт. 3. Утлегар. 4. Форштевень. 5. Натяжний бугель. 6. Скоба. 7. Ватер-бакштаги. 8. Ватер-штаги. 9. Фок-штаги. 10. Відкидний бугель. 11. Шпор утлегар.

Утле́гар (нід. uitleggen — «подовжувати») — додаткове рангоутне дерево, що служить продовженням бушприта вперед і вгору. Іноді до утлегаря кріпиться його продовження — бом-утлегар.
Утлегар разом з бушпритом служить для винесення вперед косих вітрил — кліверів. Той клівер, що розташований попереду інших кліверів і прикріплюється до снасті (бом-клівер-леєра), яка йде від топа фок-щогли до утлегаря, називається бом-клівером. По утлегарю пересувається клівер-ринг — кільце, до якого кріпляться фор-стень-штаг і друга пара утлегар-бакштагів.
До кінця XVIII ст. під утлегарем кріпилася бом-блінда-рея, на якій піднімали пряме вітрило бом-блінд (також може називатися «бом-блінд-бовен», як на блінда-стеньзі). Шкоти бом-блінда йшли до блінда-реї.
Утлегар кріпиться до бушприта за допомогою бушпритного езельгофта та/чи спеціальних залізних деталей (бугелів). Розтягується утлегар з боків утлегар-бакштагами і знизу, для врівноваження натяження штагів і леєрів фок-щогли, — утлегар-штагом (або мартин-штагом). Точно так само бом-утлегар укріплюється знизу бом-утлегар-штагами (від кінця бом-утлегаря до корпусу судна), а з боків — бом-утлегар-бакштагами (від кінця бом-утлегаря до борту судна). Утлегар-штаг і бом-утлегар-штаг можуть розпиратися донизу мартин-гіком, проходячи через його нок; а утлегар-бакштаги і бом-утлегар-бакштаги — вбоки вусами бушприта (блінда-гафелями).
Частиною нерухомого такелажу утлегаря є також утлегар-перти, на яких стоять люди при кріпленні вітрил. Мають посередині розрубний огон, а в задніх кінцях вплеснені коуші. Огон наколочується на ноку, а коуші бензелями беруться до обухів бушпритного езельгофта. Між коушами і огоном на рівних відстанях робляться мусинги.